# Phiale rubriceps
Phiale rubriceps là một loài nhện trong họ Salticidae.
Loài này thuộc chi Phiale. Phiale rubriceps được Władysław Taczanowski miêu tả năm 1871.